# Ширмовка
Ши́рмовка (укр. Ширмівка) — село на Украине, находится в Погребищенском районе Винницкой области.
Код КОАТУУ — 0523488201. Население по переписи 2001 года составляет 614 человек. Почтовый индекс — 22210. Телефонный код — 4346.
Занимает площадь 0,336 км².

## Адрес местного совета
22210, Винницкая область, Погребищенский р-н, с. Ширмовка, ул. Трудовая, 34